# ایگور خولیو
ایگور خولیو (انگلیسی: Igor Julio؛ زادهٔ ۷ فوریهٔ ۱۹۹۸) بازیکن فوتبال اهل برزیل است.
از باشگاه‌هایی که در آن بازی کرده‌است می‌توان به باشگاه فوتبال ردبول زالتسبورگ اشاره کرد.